# Leptocaris biscayensis
Leptocaris biscayensis är en kräftdjursart som först beskrevs av Noodt 1961.  Leptocaris biscayensis ingår i släktet Leptocaris och familjen Darcythompsoniidae. Inga underarter finns listade i Catalogue of Life.